# Златоуст (Казахстан)
Златоу́ст (каз. Златоуст) — село у складі Сарикольського району Костанайської області Казахстану. Адміністративний центр та єдиний населений пункт Златоустівської сільської адміністрації.
Населення — 805 осіб (2021; 1080 у 2009, 1383 у 1999, 1640 у 1989).